# 1910-es magyar teniszbajnokság
Az 1910-es magyar teniszbajnokság a tizenhetedik magyar bajnokság volt. A bajnokságot május 21. és 29. között rendezték meg Budapesten, a BLTC margitszigeti pályáján.

## Eredmények
| Versenyszám  | Arany                              | Arany | Ezüst                                            | Ezüst | Bronz                           | Bronz |
| ------------ | ---------------------------------- | ----- | ------------------------------------------------ | ----- | ------------------------------- | ----- |
| Férfi egyéni | Zsigmondy Jenő BLTC                |       | Segner Pál BLTC                                  |       | Kelemen Aurél MAC               |       |
| Női egyéni   | Cséry Katalin BLTC                 |       | Szerviczky Gabriella BLTC                        |       | Cséry Sarolta BLTC              |       |
| Férfi páros  | Segner Pál, Zsigmondy Jenő BLTC    |       | Kelemen Aurél, Schmid Ödön MAC                   |       | Kortsák Károly, Rick Ödön MAC   |       |
| Női páros    | Cséry Katalin, Cséry Sarolta BLTC  |       | Szerviczky Gabriella, Koczkár Jenny BLTC, Zombor |       | Mészáros Eszter, Cséry Ida BLTC |       |
| Vegyes páros | Zsigmondy Jenő, Cséry Katalin BLTC |       | Kelemen Aurél, Szerviczky Gabriella MAC, BLTC    |       | Cséry Lajos, Várady Ilona BLTC  |       |